# Dotzheim
Dotzheim is een voormalige gemeente en sinds 1928 een deel van Wiesbaden. Het ligt in het westen van deze stad. Met ongeveer 26.000 inwoners is Dotzheim het op een na grootste stadsdeel van Wiesbaden. In dit stadsdeel bevindt zich onder andere het Slot Freudenberg.

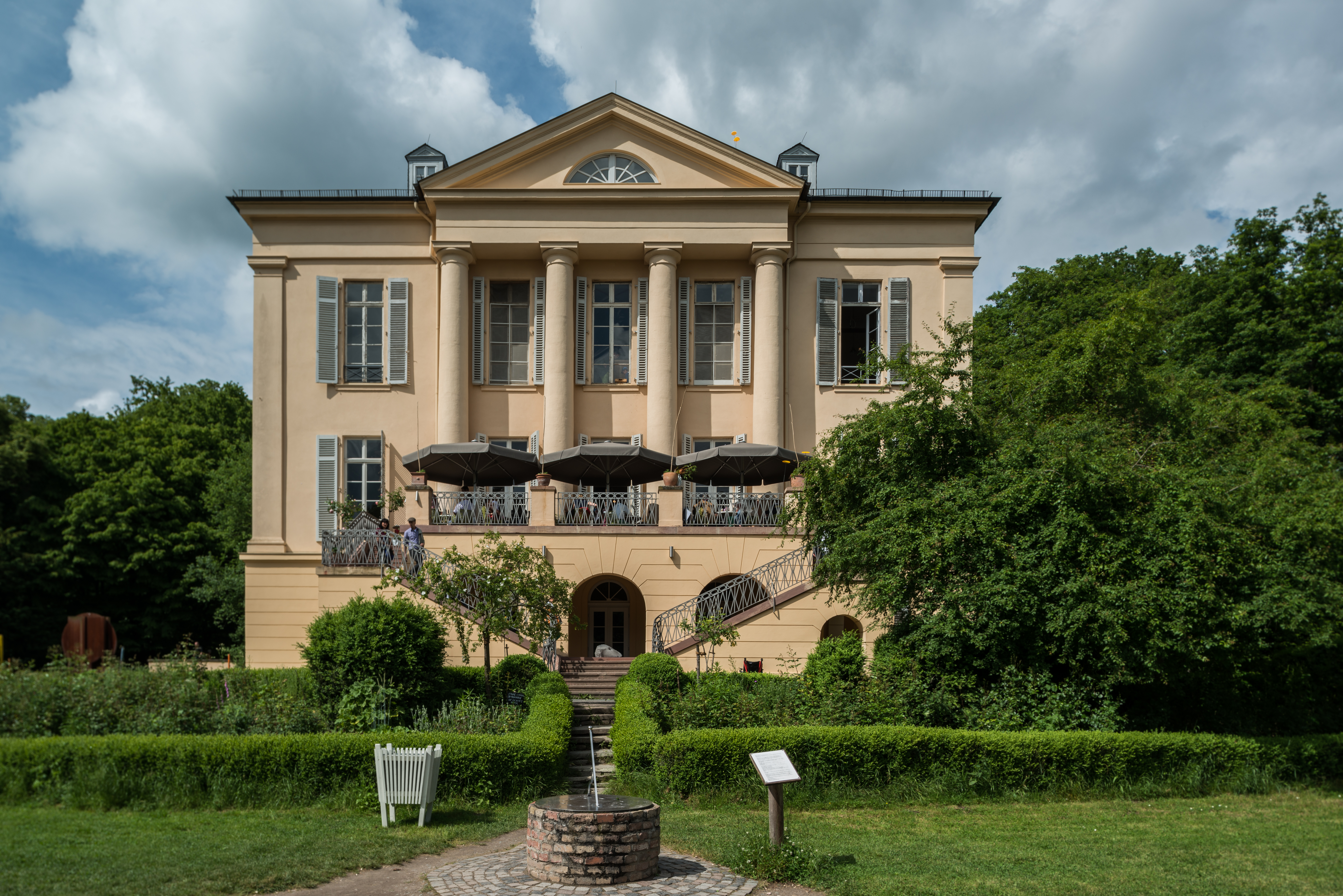
De Slot in Dotzheim